# Irene Bianchi
Irene Bianchi (Buenos Aires, 17 de julio de 1951) es una periodista, crítica de teatro, actriz, profesora y traductora de inglés argentina. En la actualidad, es columnista de humor en el Diario El Día, escribe regularmente en Buenos Aires Times (Diario Perfil), Diario Clarín y tiene su propio portal de espectáculos y actualidad.

## Biografía
Nació el 17 de julio de 1951 en el barrio de Caballito, Buenos Aires, Argentina. Vivió allí hasta los 5 años. Luego, su familia se mudó a Bernal, Provincia de Buenos Aires, ciudad en la que pasó su infancia y adolescencia. Realizó sus estudios primarios en la Escuela Pública República de Cuba, y los secundarios en la Escuela Normal Nacional Mixta de Quilmes, donde se recibió de maestra en 1968. En 1969 ingresó a la Facultad de Humanidades de la Universidad Nacional de La Plata, donde cursó la carrera de Profesorado en Lengua y Literatura Inglesas, egresando en 1973. Tras obtener una beca otorgada por “Experiment in International Living”, vivió un año en Mobile, Alabama (Estados Unidos), trabajando como asistente de español en la “University of South Alabama”. Al regresar a Argentina, en 1974, fundó IPEI (Instituto Piloto de Enseñanza de Inglés) en La Plata, siendo su Directora de estudios hasta 2014. Simultáneamente, trabajó como Jefa de trabajos prácticos de Trabajos Prácticos en la Cátedra de Literatura de los Estados Unidos en la UNLP.
Paralelamente a su tarea docente, se dedicó a la traducción de obras de teatro (del inglés al castellano), para ser representadas en el circuito comercial porteño. 

## Trayectoria

### Gráfica
Irene Bianchi fue crítica de espectáculos en el Diario El Día desde 1991 hasta 2018, siguiendo hoy en dicho medio con una columna semanal de humor llamada "After Office". Asimismo, publicó en la sección "Your View" del Buenos Aires Herald, desde 2014 hasta su cierre, continuando actualmente en la sección "Readers Write" del periódico Buenos Aires Times (Diario Perfil).

### Radio
En radio condujo "Showtime" en FM "La Redonda" (La Plata), un programa cultural con reportajes, críticas, análisis de la cartelera y recomendaciones de espectáculos (1995-2004), y en  FM “221Radio” (La Plata) 103.1 FM, condujo “A casa d’Irene”, magazín diario de arte, cultura y espectáculos (2014-2015).

### Televisión
Entre los años 1996 y 1997 fue conductora de “Luces de mi ciudad" TVS (Televisión Selectiva), canales 47 y 15 de Cable Total TV, programa semanal de cultura y espectáculos.

### Traductora
En su tarea de traductora ha realizado la traducción, del inglés al castellano, de numerosas obras que han sido puestas en escena en Argentina.
| Título                     | Autor                                         |
| -------------------------- | --------------------------------------------- |
| Last of the Red Hot Lovers | Neil Simon                                    |
| Lost in Yonkers            | Neil Simon                                    |
| Rumors                     | Neil Simon                                    |
| Californa Suite            | Neil Simon                                    |
| Jake´s Women               | Neil Simon                                    |
| The Sunshine Boys          | Neil Simon                                    |
| Driving Miss Daisy         | Alfred Uhry                                   |
| Claptrap                   | Ken Friedman                                  |
| The Mystery of Irma Vep    | Charles Ludlam                                |
| Champage Complex           | Leslie Stevens                                |
| Present Laughter           | Noël Coward                                   |
| Don´t Misunderstand Me     | Patrick Cargill                               |
| A Far Country              | Henry Denker                                  |
| The Decorator              | Donald Churchill                              |
| Lend me a Tenor            | Ken Ludwig                                    |
| The Lady and the Clarinet  | Michael Chirstofer                            |
| No Room for Love           | Anthony Marriott, Bob Grant                   |
| Key for Two                | Dave Freeman, John Chapman                    |
| Dummy Run                  | Dave Freeman                                  |
| Close to the Wind          | Richard Everett                               |
| Gypsy                      | Jule Styne, Stephen Sondheim, Arthur Laurents |
| Yentl                      | Leah Napolin, Isaac Singer                    |
| Move Over, Mrs. Markham    | Ray Cooney, John Chapman                      |
| One for the Road           | Willy Russell                                 |
| Love on all Floors         | John Chapman, Peter Vincent                   |
| Lyric for a Tango          | Esther Vilar                                  |
| The Apple Tree             | Sheldon Harnick, Jerry Brook                  |
| Dear Liar                  | George B. Shaw                                |
| The Other Women            | Woody Allen                                   |
| Eating                     | Henry Jaglom                                  |
| Peter Pan                  | J. M. Barrie                                  |
| My Brilliant Divorce       | Geraldine Aron                                |
| Mambo Italiano             | Steve Gallucio                                |
| Misery                     | Stephen King                                  |
| Perfect Wedding            | Robin Hawdon                                  |
| The Velocity of Autumn     | Eric Goble                                    |

### Actriz
Protagonizó obras de teatro infantil y para adultos en La Plata, Buenos Aires y en gira por el interior de Argentina.
En 1982 protagonizó un hecho teatral singular: dos funciones el mismo día de “Tea for Two” / “Té para Dos”, en inglés y en castellano respectivamente.
Asimismo, fue cofundadora, Directora y actriz del Grupo Teatral “Pinturitas” (1987-2000), que representó en forma benéfica, obras infantiles en jardines de infantes, barrios carenciados, comedores, hospitales, hogares, cárceles y clubes barriales.
También fue directora y actriz del “Comedy Club”, grupo de “Impro y Stand-up” en inglés y en castellano , que se presentó en escuelas, teatros y pubs.
Fue parte del elenco de “2072”, obra de Mariana Ozafrain que se estrenó el 5 de abril de 2019 cosechando, junto al resto de sus compañeras actrices, Sabrina Cahuepé, Emilia Costoya y Marilina Oriolani, el galardón a la ‘mejor actuaciones femeninas’ otorgado por La Comedia Municipal de La Plata.
El 23 de marzo de 2019, estrenó un unipersonal en inglés en el Teatro La Comedia (CABA).
En la actualidad, se presenta en el Teatro La Nonna de La Plata, en el unipersonal llamado Te Invito a Mi Velorio de Sandra Tizio.

## Obras
| Idioma  | Título                      | Autor               |
| ------- | --------------------------- | ------------------- |
| inglés  | All my Sons                 | Arthur Miller       |
| inglés  | The Happy Journey           | Thornton Wilder     |
| inglés  | The Veldt                   | Ray Bradbury        |
| inglés  | Night                       | Harold Pinter       |
| inglés  | A Marriage is Arranged      | Alfred Sutro        |
| inglés  | The Act                     | Noël Coward         |
| inglés  | Shakespeare´s Women         | Irene Bianchi       |
| inglés  | All by Myself               | Irene Bianchi       |
| español | La Pradera                  | Ray Bradbury        |
| español | El Último Pasaje            | Marisé Monteiro     |
| español | La Cenicienta               | Charles Perrault    |
| español | La Razón del León           | Irene Bianchi       |
| español | ¿Y por qué no esta Noche?   | Laura Clide         |
| español | Ella se fue de Casa         | Augusto Denis       |
| español | Cosas de Minas              | Augusto Denis       |
| español | Solas...y en La Plata       | Alejandro Castañeda |
| español | ¡No Sabés lo que me Hizo!   | Sandra Russo        |
| español | Las Chicas del After Office | Irene Bianchi       |
| español | Melodías de Diván           | Gastón Marioni      |
| español | La Voz Humana               | Jean Cocteau        |
| español | Rosa de Dos Aromas          | Emilio Carballido   |
| inglés  | Wish Me Luck                | Irene Bianchi       |
| español | 2072                        | Mariana Ozafrain    |
| español | Te Invito a mi Velorio      | Silvia Tizio        |

## Premios y distinciones
Irene Bianchi recibió numerosos premios, tanto por su actividad teatral (actriz y traductora), como así también por su labor periodístic
- En actividad teatral: “Carlos ‘90” a la Mejor Traducción, Carlos Paz; “Pepino el 88” a la Mejor Actriz por el unipersonal “Ella se fue de casa”, 1992; “Pepino el 88” a la Mejor Actriz protagónica por “Rosa de dos Aromas”, 2000; "Mejor actuación femenina" por la obra 2072 en el Concurso de la Comedia Municipal de La Plata, 2019.[8]

- En actividad periodística:  “Faro de Oro” de Mar del Plata, 1995, al mejor Programa Cultural de Cable del Interior, por “Luces de Mi Ciudad”;  “Faro de Oro” de Mar del Plata, 1997, al mejor Programa Cultural de Cable del Interior, por “Luces de Mi Ciudad”;  Premio “Caduceo 2010”: columnista de temas cotidianos; “Premio Clarín”. “Las mejores Cartas del Año”, 11.ª edición, 2014.[9]